# 金眼鹛雀属
金眼鹛雀属（学名：Chrysomma）是雀形目鸦雀科的一个属，该属包含以下两个物种：
- 金眼鹛雀（Chrysomma sinense）
- （Chrysomma altirostre）

宝兴鹛雀原属于本属，但现在被划分为单型的宝兴鹛雀属。